# Jana Kotrbatá
Jana Kotrbatá (* 2. srpna 1993, České Budějovice) je česká divadelní a filmová herečka, členka souboru Divadla na Vinohradech.

## Život
V roce 2017 absolvovala DAMU. V sezoně 2016/2017 začala účinkovat v Divadle na Vinohradech, kde následně vstoupila do angažmá. Ztvárnila zde roli Anny v Langrově Periferii i v Hančilové Za dveřmi, titulní roli ve inscenaci Pěnkava s Loutnou nebo Adélu v adaptaci hry Garcíi Lorcy Dům Bernardy Alby. Diváci ji mohou vidět i v přestaveních OLDstars nebo Jihočeského divadla. Účinkovala ve filmu Radka Bajgara Kurz manželské touhy z roku 2021.
Zájmově se věnovala baletu.

## Divadelní role

### Divadlo na Vinohradech

#### Velká scéna

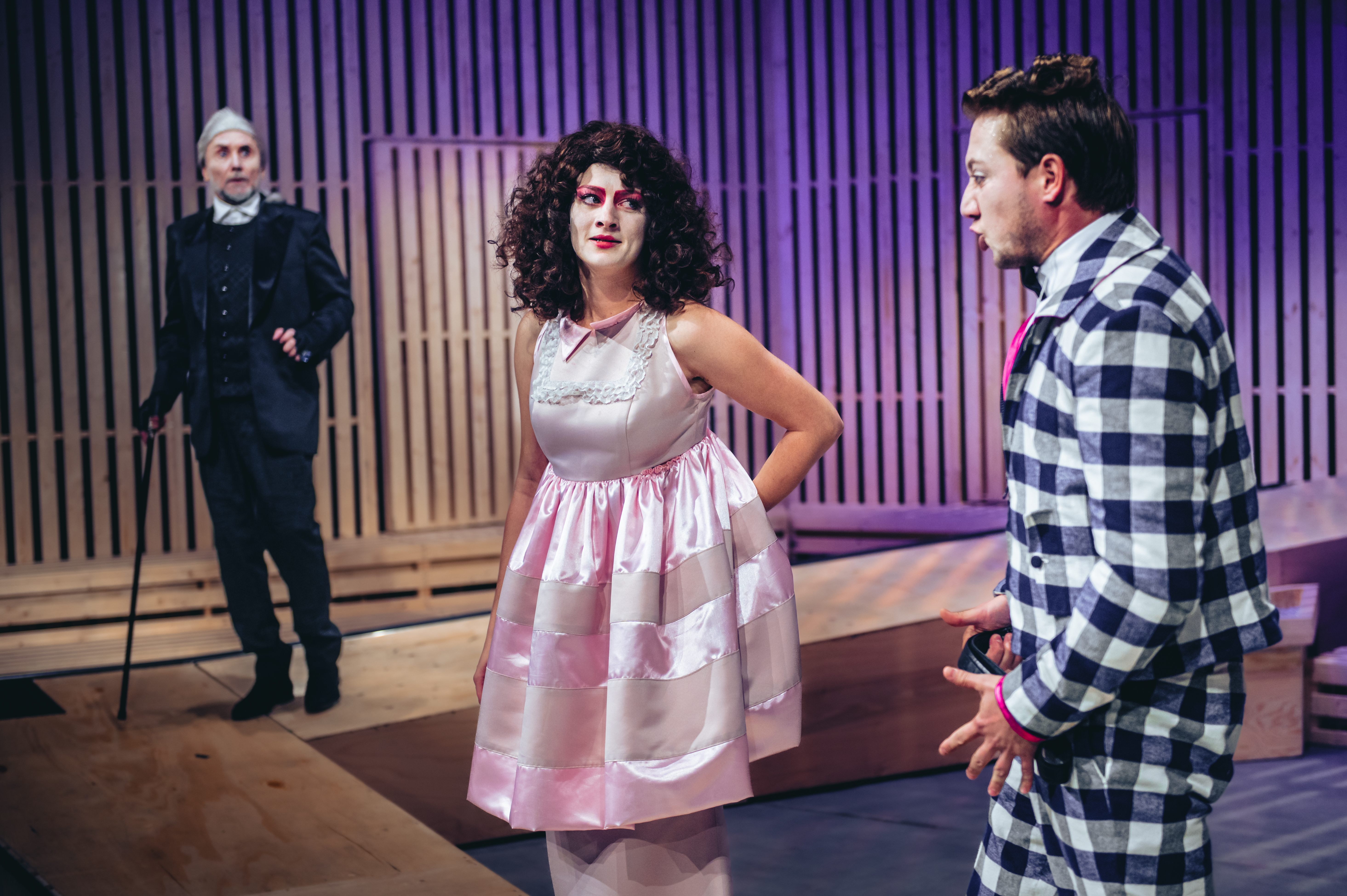
Jana Kotrbatá v roli Elišky v inscenaci Lakomec, Divadlo na Vinohradech, foto Petr Chodura (2023)

- 2016 George Bernard Shaw: Pygmalion, režie: Juraj Deák, premiéra: 22. dubna 2016, role: Eynsford-Hillová, dcera
- 2017 Henrik Ibsen: Peer Gynt, režie: Martin Čičvák, premiéra: 17. března 2017, role: Ingrid – Salašnice – Pouta na zemi
- 2017 František Langer: Periferie, režie: Martin Huba, premiéra: 26. května 2017, role: Anna
- 2017 Henrik Ibsen: Nepřítel lidu, režie: Juraj Deák, premiéra: 19. února 2016, role: Petra, dcera Tomáše a Kateřiny Stockmannových
- 2017 Arthur Miller: Čarodějky ze Salemu, režie: Juraj Deák, premiéra: 20. prosince 2017, role: Abigail Williamsová
- 2018 Eurípidés: Ifigenie v Aulidě, režie: Martin Čičvák, premiéra: 16. února 2018, role: Chalkidská žena
- 2018 Josef Topol: Konec masopustu, režie: Martin Františák, premiéra: 19. října 2018, role: Maškara
- 2019 Ingmar Bergman – Jan Vedral: Fanny a Alexandr, režie: Pavel Khek, česká premiéra: 8. března 2019, role: Justýna
- 2020 Viktor Dyk: Zmoudření Dona Quijota, režie: Martin Čičvák, premiéra: 7. února 2020, role: Milenka – Místokrálova choť
- 2020 Jan Vedral podle Olgy Scheinpflugové: Český román, režie: Radovan Lipus, světová premiéra: 11. září 2020, role: Olga – Mimi
- 2020 Jan Vedral podle Vladimíra Neffa: Sňatky z rozumu, režie: Radovan Lipus, světová premiéra: 23. března 2018, role: Bětuše Váchová
- 2021 Guy de Maupassant – Vladimír Čepek: Miláček, režie: Šimon Dominik, premiéra: 3. prosince 2021, role: Clotilda de Marelle
- 2022 Federico García Lorca: Dům Bernardy Alby, režie: Juraj Deák, premiéra: 20. května 2022, role: Adéla
- 2022 Agatha Christie: Past na myši, režie: Jan Burian, premiéra: 15. října 2022, role: Slečna Casewellová
- 2023 Molière: Lakomec, režie: Pavel Khek, premiéra: 20. října 2023, role: Eliška
- 2024 Carlo Goldoni: Poprask na laguně, režie: Juraj Deák, premiéra: 20. prosince 2024, role: Lucietta
- 2025 Francis Scott Fitzgerald – Simon Levy: Velký Gatsby, režie: Martin Čičvák, premiéra: 1. března 2025, role: Daisy Buchananová

#### Studiová scéna

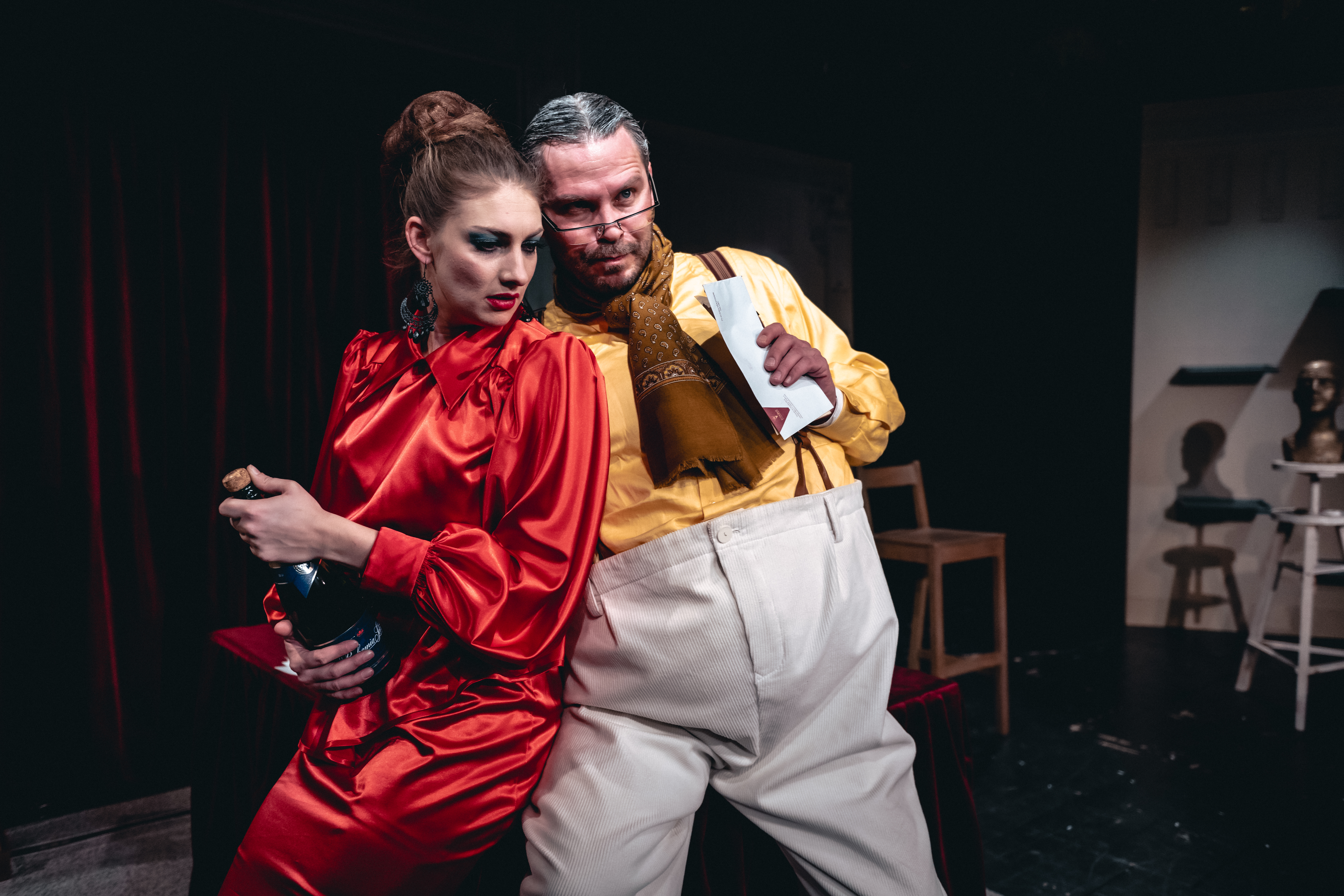
Jana Kotrbatá v roli Mexbauerové, s Markem Holým (Šalda), v inscenaci Komedie o pronásledování a umučení dr. Šaldy, Divadlo na Vinohradech, foto Petr Chodura (2024)

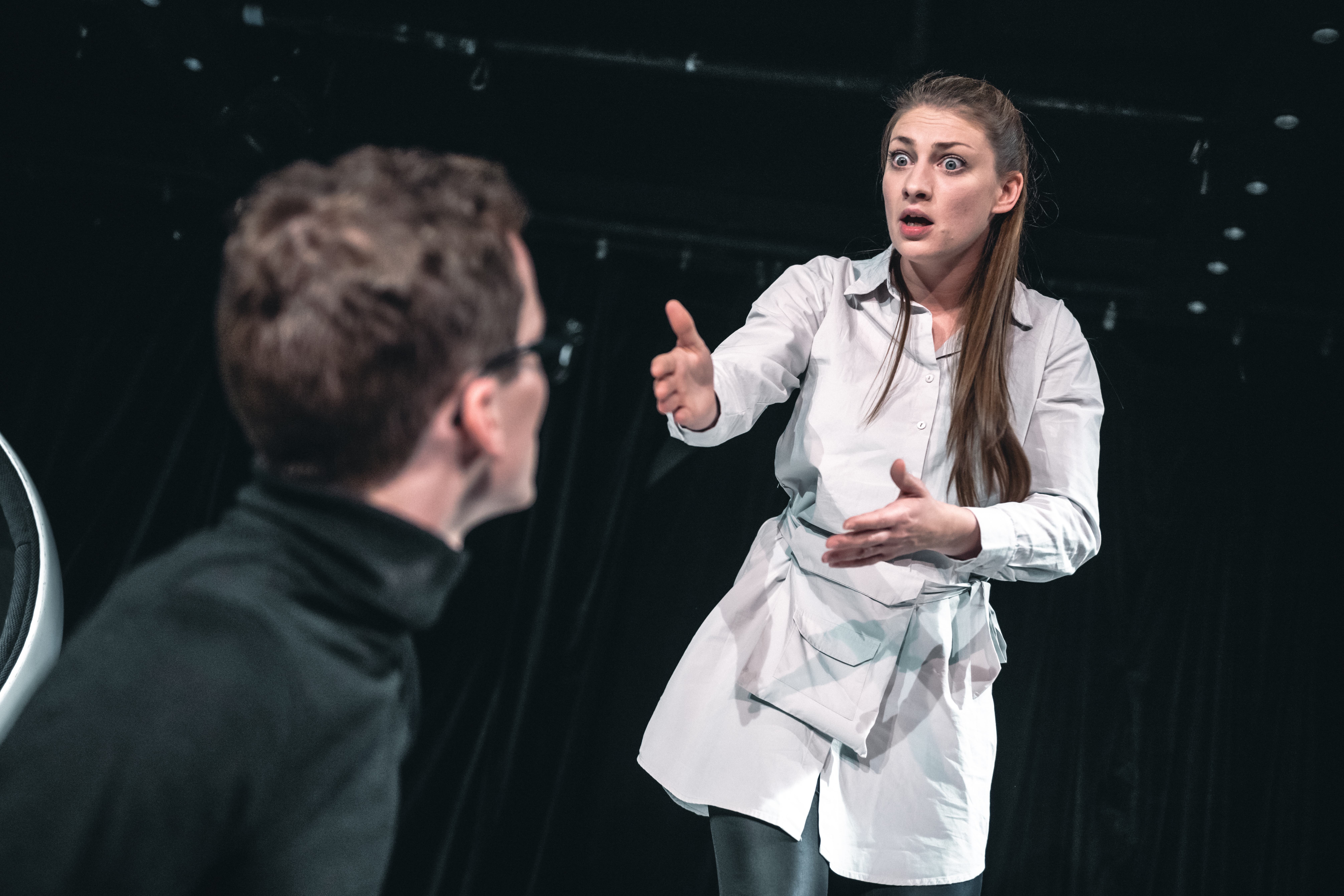
Jana Kotrbatá v roli Helen, s Janem Battěkem (Danny), Sirotci, foto Petr Chodura (2024)

- 2018 Magdalena Frydrych Gregorová: Ulity, režie: Alžběta Burianová, premiéra: 16. května 2018, role: Hanka
- 2019 Barbora Hančilová: Za dveřmi, režie: Barbora Mašková, česká premiéra: 31. května 2019, role: Anna
- 2019 Václav Havel: Motýl na anténě – Audience, režie: Šimon Dominik, premiéra: 29. listopadu 2019, role: Marie (Motýl na anténě)
- 2020 Antonín Přidal: Pěnkava s Loutnou, režie: Kateřina Dušková, premiéra: 9. září 2020, role: Pěnkava
- 2024 Karel Steigerwald: Komedie o pronásledování a umučení dr. Šaldy, režie: Šimon Dominik, premiéra: 26. ledna 2024, role: Mexbauerová
- 2024 Denis Kelly: Sirotci, režie: Barbora Mašková, premiéra: 19. dubna 2024, role: Helen

### OLDstars Praha

#### Bytové divadlo Košická
- 2022 Dennis Kelly: Sirotci, režie: Barbora Mašková, role: Helen

### Divadlo České Budějovice
- 2019 Burton Lane: Divotvorný hrnec, režie: Josef Průdek, role: Zuzana

### Divadlo Disk
- 2016 Bertolt Brecht: Dobrý člověk ze Sečuanu, režie: Petr Kracik, role: neurčena
- 2016 Anton Pavlovič Čechov: Téměř Tři sestry, režie: Tomáš Töpfer, role: neurčena
- 2016 Alistair McDowall: Pomona, režie: Jan Holec, role: neurčena
- 2016 Barbora Hančilová: Kamarádi, režie: Kristýna Kosová – Adam Svozil, role: Monika

### Agentura SCHOK

#### Staré purkrabství Pražského hradu
- 2016 William Shakespeare: Večer tříkrálový, režie: Jana Kališová, role: Orsiniovi hosté

### Divadlo Spektákl

#### Studio Švandova divadla
- 2015 Maryšo! Evo! Dom!, režie: Jan Holec, role: neurčena
- 2015 Chaplinovy děti, režie: Jan Holec, role: neurčena

### Činoherní studio Bouře

#### Švandovo divadlo
- 2014 Jean-Claude Islert: Teď ne! aneb Na tohle teď není ta pravá chvíle, režie: Daniel Hrbek, role: Sára